# Raffinerie-Richtlinie
Die Raffinerie-Richtlinie vom 14. April 1975 (MBl. NRW S. 966) war eine Verwaltungsvorschrift des Landes Nordrhein-Westfalen für Geruchsbelästigungen.
Sie konkretisierte für Nordrhein-Westfalen, wann eine Immission als eine „erhebliche Belästigung“ im Sinne von § 3 Absatz 1 Bundes-Immissionsschutzgesetz einzustufen war. Als erhebliche Belästigung wurde angesehen, wenn in mehr als vier Prozent eines Jahres bestimmte Immissionsgrenzwerte überschritten wurden. Dazu wurde das Konzept der Geruchsstunde eingeführt.
Die Raffinerie-Richtlinie entstand, da es im Rheingebiet, insbesondere im Kölner Süden, zu Anwohnerbeschwerden aufgrund von Geruchsbelästigung durch die dort ansässige Erdöl verarbeitende Industrie kam. Sie wurde 1986 durch die Geruchsimmissions-Richtlinie abgelöst.